# HTTP 404
Съобщение за грешка с код 404 е стандартен HTTP код за отговор от страна на сървъра в компютърна комуникационна мрежа, който показва, че браузърът е в състояние да комуникира със сървъра, но сървърът не може да намери заявената страница, файл или не отговаря.
Уеб сървърът, хостващ сайта, обикновено генерира уеб страница „404“, когато потребителят се опитва да достигне до неотговаряща хипервръзка; поради това грешка 404 е една от най-известните грешки в уеб.

## Подкодове на Microsoft интернет сървър
Софтуерът за уеб сървъри на Microsoft Internet Information Services, заедно със съобщението за грешка с код 404 връща подкодове под формата на десетични числа, следващи 404 кода. Те не са признати официално от IANA и не се използват от сървъри на други производители.
Сървърите IIS 7.0, IIS 7.5 и IIS 8.0 на Microsoft дефинират следните подкодове, за да определят по-точно причината за грешка 404:
- 404.0 – не е намерен.
- 404.1 – Сайтът не е намерен.
- 404.2 – ограничение ISAPI (Internet Server Application Programming Interface) или CGI (Common Gateway Interface).
- 404.3 – ограничение MIME
- 404.4 – няма конфигуриран handler.
- 404.5 – отказ поради конфигуриран филтър.
- 404.6 – отказ поради глагол (POST, GET и др.).
- 404.7 – отказ поради файлово разширение.
- 404.8 – скрито именно пространство.
- 404.9 – скрит файлов атрибут.
- 404.10 – заглавието на заявката е твърде дълго.
- 404.11 – заявката съдържа двойна ESC последователност.
- 404.12 – заявката съдържа high-bit символи.
- 404.13 – дължината на съдържанието е твърде голяма.
- 404.14 – поисканият URL адрес е твърде дълъг.
- 404.15 – низът на заявката за търсене е твърде дълъг.
- 404.16 – заявката DAV е изпратена към handler на статични файлове.
- 404.17 – динамично съдържание е препратено към handler на статични файлове чрез MIME препратка с заместващ символ.
- 404.18 – низът на заявката за търсене е отказан.
- 404.19 – отказ поради правило за филтриране.
- 404.20 – твърде много URL сегменти.